# هشام العروي
هشام العروي، ولد في 11 يناير 1990 في القنيطرة، هو لاعب كرة قدم مغربي يلعب كمهاجم لصالح نادي سريع وادي زم. شارك مع نادي الفتح الرباطي في دوري أبطال أفريقيا وكأس الاتحاد الأفريقي. سبق للعروي اللعب مع النادي القنيطري.

## روابط خارجية
- هشام العروي على موقع قاعدة بيانات كرة القدم.إي يو (الإنجليزية)